# Le Pardon de Ploërmel
Le Pardon de Ploërmel (El perdó de Ploërmel), també coneguda com a Dinorah, és una òpera en tres actes composta per Giacomo Meyerbeer sobre un llibret francès de Jules Barbier i Michel Carré, basat en Les chercheurs du trésor de Michel Carré. S'estrenà al Teatre Nacional de l'Opéra-Comique de París el 4 d'abril de 1859. La història té lloc prop de la localitat rural de Ploërmel, a la Bretanya, i està basat en dos contes bretons d'Émile Souvestre, La Chasse aux Trésors i Le Kacouss de l'Armor, ambdós publicats per separat el 1850 a la Revue des deux mondes.

## Representacions
L'òpera va ser estrenada a l'Opéra-Comique (Salle Favart), a París, el 4 abril 1859 sota el títol Le Pardon de Ploërmel. Les escenografies dels actes I i III van ser per Edouard-Désiré-Joseph Despléchin i Jean-Louis Chéret. Els de l'acte II, més exigent tècnicament, ja que inclou l'escenari d'aigua corrent, eren de Joseph i Karl Wilhelm Mühldorfer.
Els principals cantants van ser molt aclamats: "Marie Cabel per la seva interpretació vertiginosa-virtuosa de Dinorah, Sainte-Foy per la seva caracterització aclaparadorament convincent de Corentin, tant lírica com espectacular; Jean-Baptiste Faure per la seva fascinant presència a l'escenari com a Hoël, amb el seu primer rol en el paper de baríton en una òpera de Meyerbeer". Els cantants secundaris també van ser molt admirats, en particular, Barreille com el caçador i Warot com la recol·lectora. La música de Meyerbeer va ser elogiada per la seva originalitat, però el llibret va ser trobat incomprensible i fins i tot una mica ridícul. En el període inicial de representacions fins al final de 1859, es van fer canvis, sent el més significatiu el càsting de la contralt Palmyre Wertheimber en el paper de Hoël.
A Catalunya es va estrenar al Gran Teatre del Liceu de Barcelona l'11 de febrer

## Argument

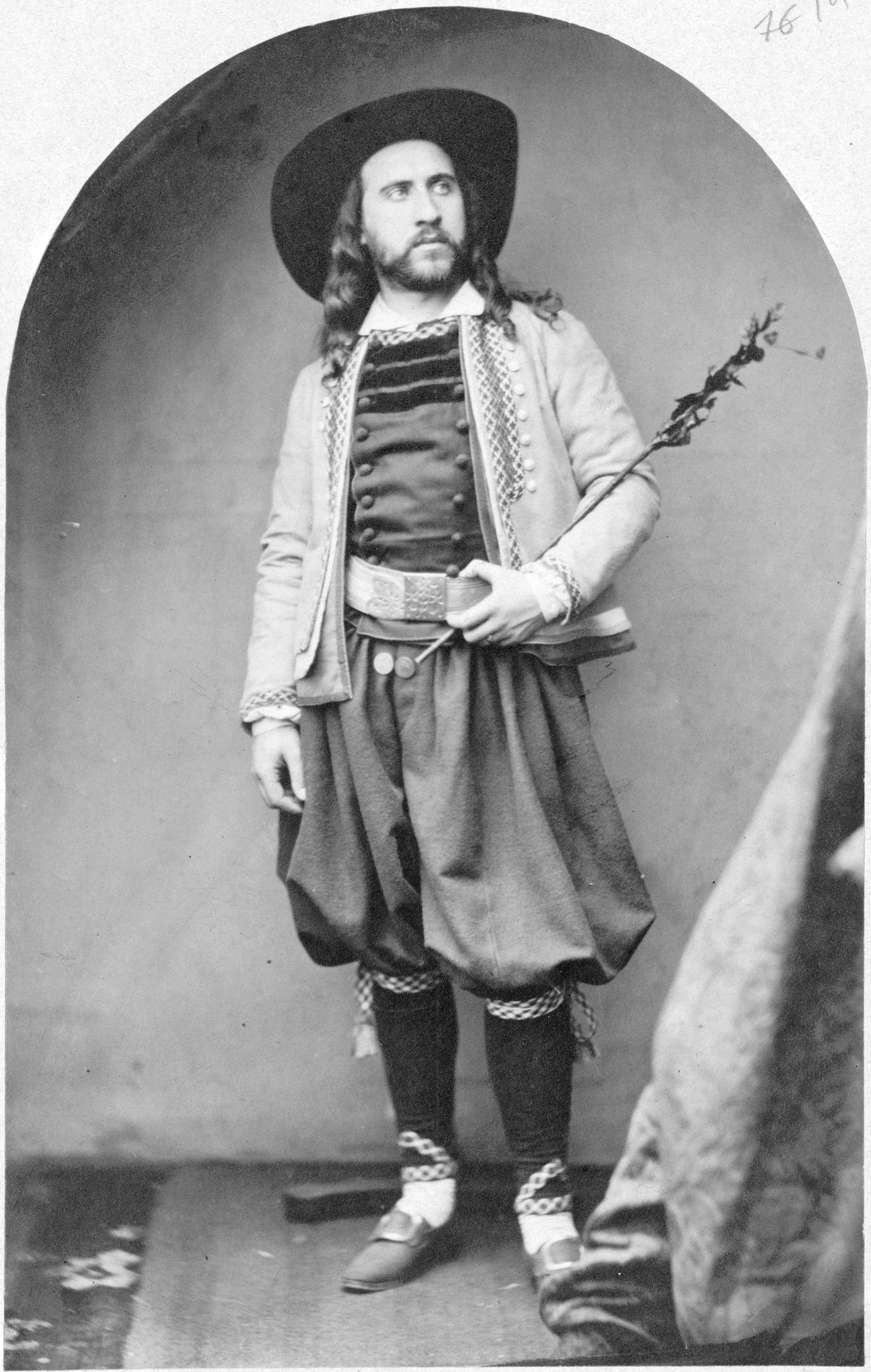
Jean-Baptiste Faure com a Hoël el dia de l'estrena

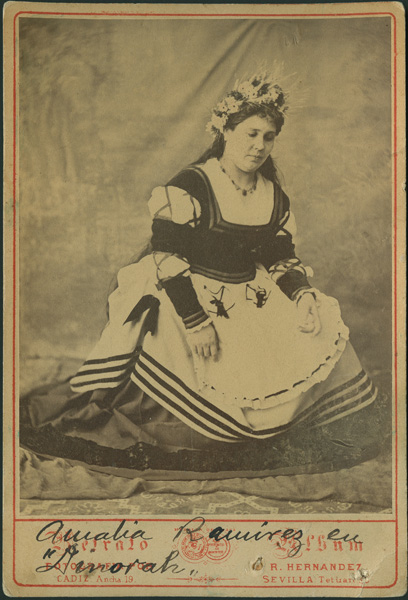
Amalia Ramírez en una de les representacions de l'òpera

Època: Segle XIX
Lloc: Bretanya

### Acte I
A la localitat bretona de Ploërmel
Durant el pelegrinatge anual a l'ermita de la Mare de Déu, Dinorah s'ha tornat boja perquè el seu nuvi Hoël va desaparèixer després d'una tempesta que va interrompre el seu casament el mateix dia de l'any anterior. Hoël torna al poble, després d'haver descobert el parador d'un tresor. Ell demana ajuda a Corentin per trobar les riqueses, però no sense intenció sinistra, ja que segons la llegenda, el primer que les toqui morirà.

### Acte II
Una misteriosa vall
Els dos descendeixen sobre el cau on hi troben també a Dinorah, que explica a Corentin la llegenda. Corentin i Hoël es conviden l'un a l'altre a inspeccionar primer el tresor. Durant aquest temps, Dinorah, és a la recerca de la seva cabra, i en el moment de travessar el riu per sobre d'un tronc d'arbre, és colpejada per un llamp, cau a l'aigua i se l'emporta el corrent. Hoël que ha presenciat l'escena salta al seu rescat.

### Acte III
Hoël confessa el seu amor i es lamenta per Dinorah, mentre aquesta recupera la consciència. Ella l'accepta mentre recupera la salut. Els vilatans arriben i canten un himne de perdó, i condueixen als dos amants a la capella per casar-se.